# ورق‌بازان

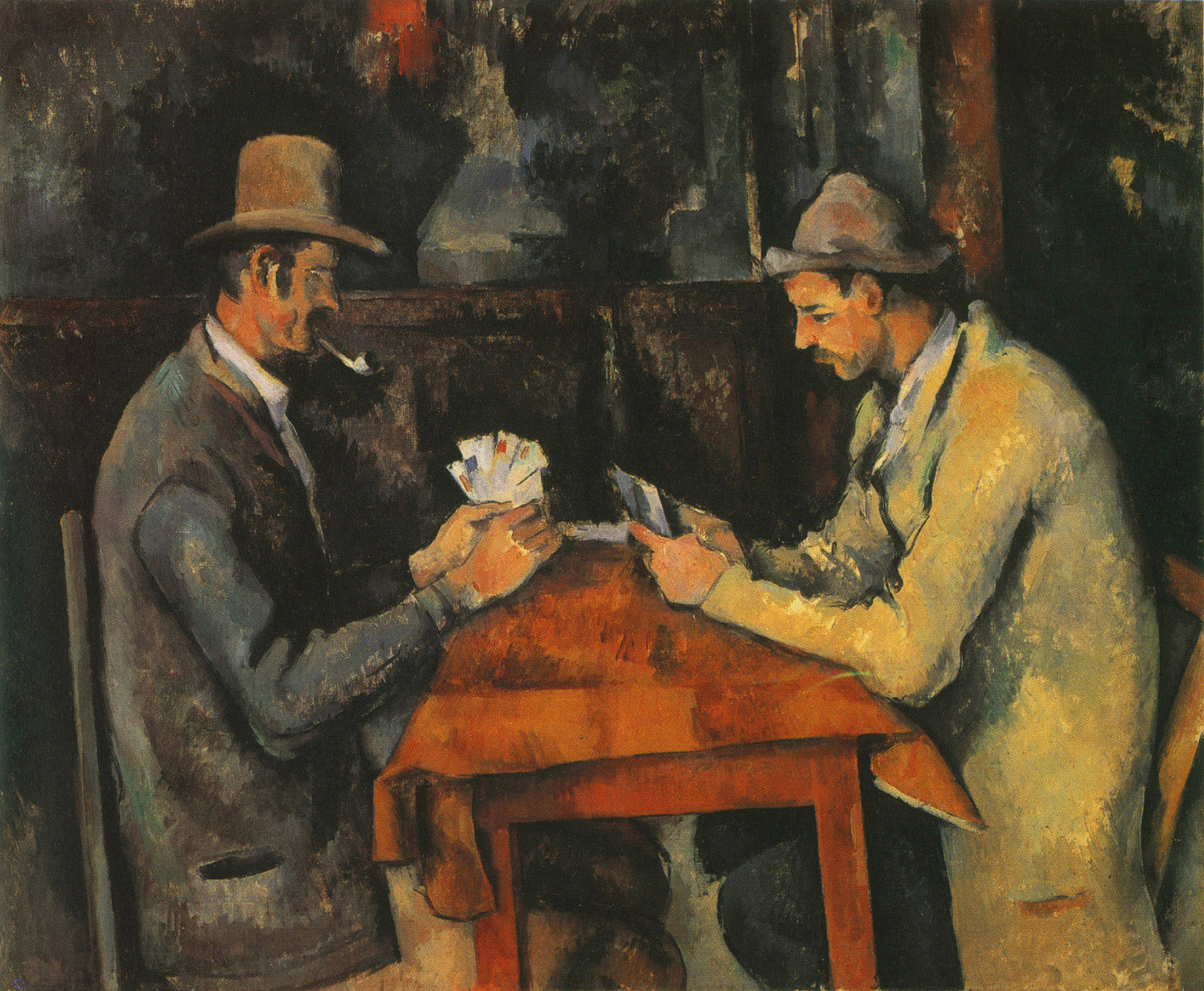
ورق‌بازان (۱۸۹۰ تا ۱۸۹۲ میلادی) اثر نقاش فرانسوی پل سزان (۱۸۳۹ - ۱۹۰۶ میلادی)

ورق‌بازان (به فرانسوی: Les Joueurs de cartes) یکی از آثار نمادین پست امپرسیونیسم است که بین سال‌های ۱۸۹۰ تا ۱۸۹۲ میلادی توسط نقاش فرانسوی، پل سزان (۱۸۳۹ - ۱۹۰۶ میلادی) خلق شد. این اثر یکی از پنج آثار تقریباً مشابه نقاش است که در آنها، عده‌ای مرد را در کافه‌ای در حال بازی کردن با ورق نشان می‌داد.
سزان در زمره هنرمندانی قرار می‌گیرد که با آثارشان پلی میان امپرسیونیسم اواخر قرن نوزدهم میلادی و کوبیسم اوایل قرن بیستم ایجاد کردند و در این میان، سزان پیشتاز انقلاب هنری مدرن در آبستره به حساب می‌آید.
در این نسخه از ورق‌بازان، بتری شراب روی میز که با سوسوی انعکاس نور سفید رنگش کاملاً مشخص است، کمپوزیسیون کار را به دو بخش رنگ‌بندی تیره و روشن اجزای تشکیل‌دهنده اثر تقسیم می‌کند طوری که حالت قرارگیری کلاه‌ها و لبه‌های آن بر سر دو مرد را نیز رعایت کرده باشد. ورق‌بازان سزان، تنها پرتره‌ای ساده از دو مرد در حال بازی با ورق نیست، بلکه استدلالی از اختلاف پنهانی کاربرد حجم و رنگ در نقاشی به زبان خود نقاش است. استدلالی که گاه او را از جمع امپرسیونیست‌ها جدا و در زمره هنرمندان آبستره قرار می‌دهد.
یکی از این نسخه‌ها در موزه اورسی در پاریس نگهداری می‌شود.
اداره موزه‌های قطر در سال ۲۰۰۷ میلادی، یکی از نسخه‌های ورق‌بازان را به مبلغ ۱۵۸ میلیون پوند خرایداری کرد.

## نگارخانه

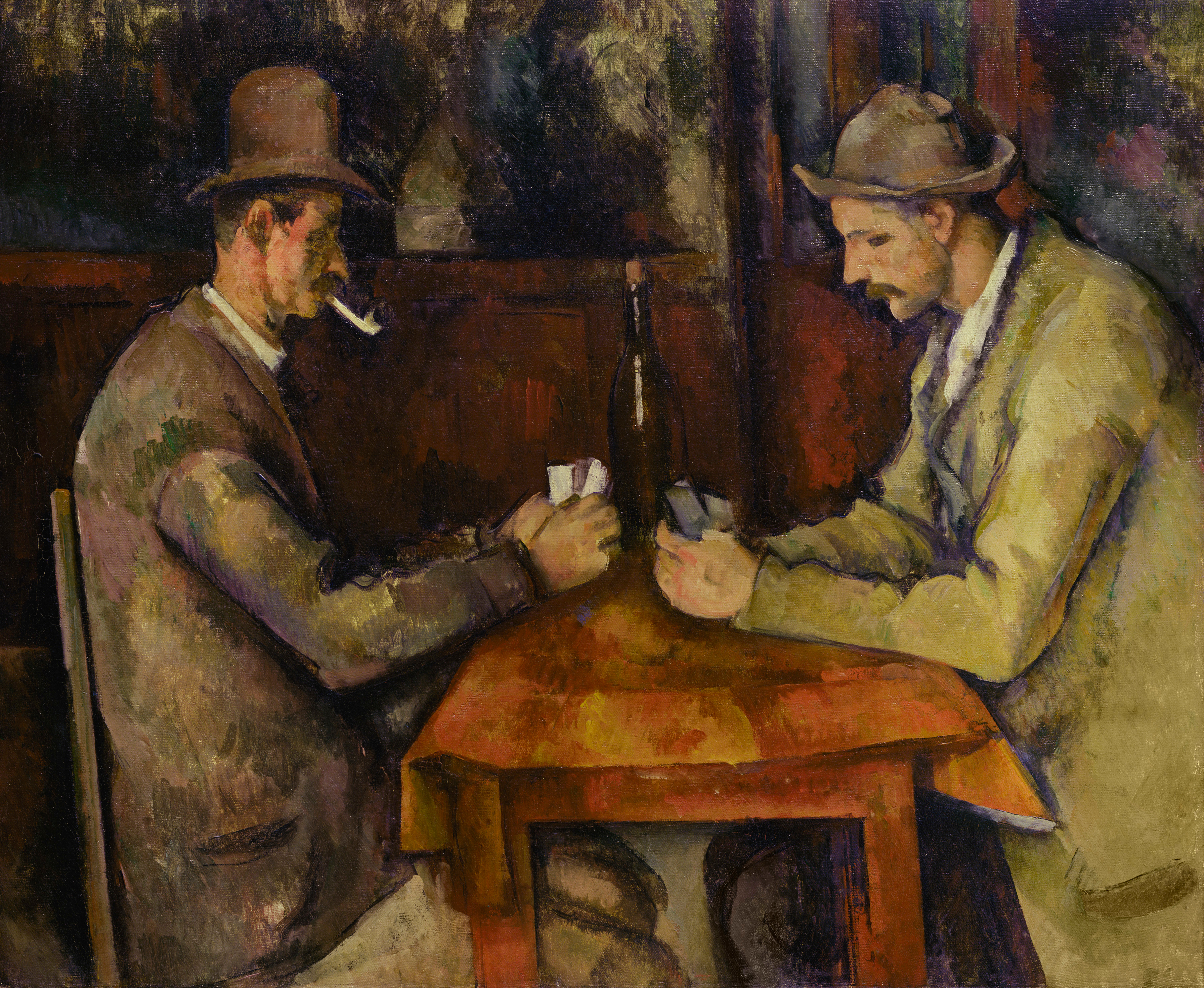
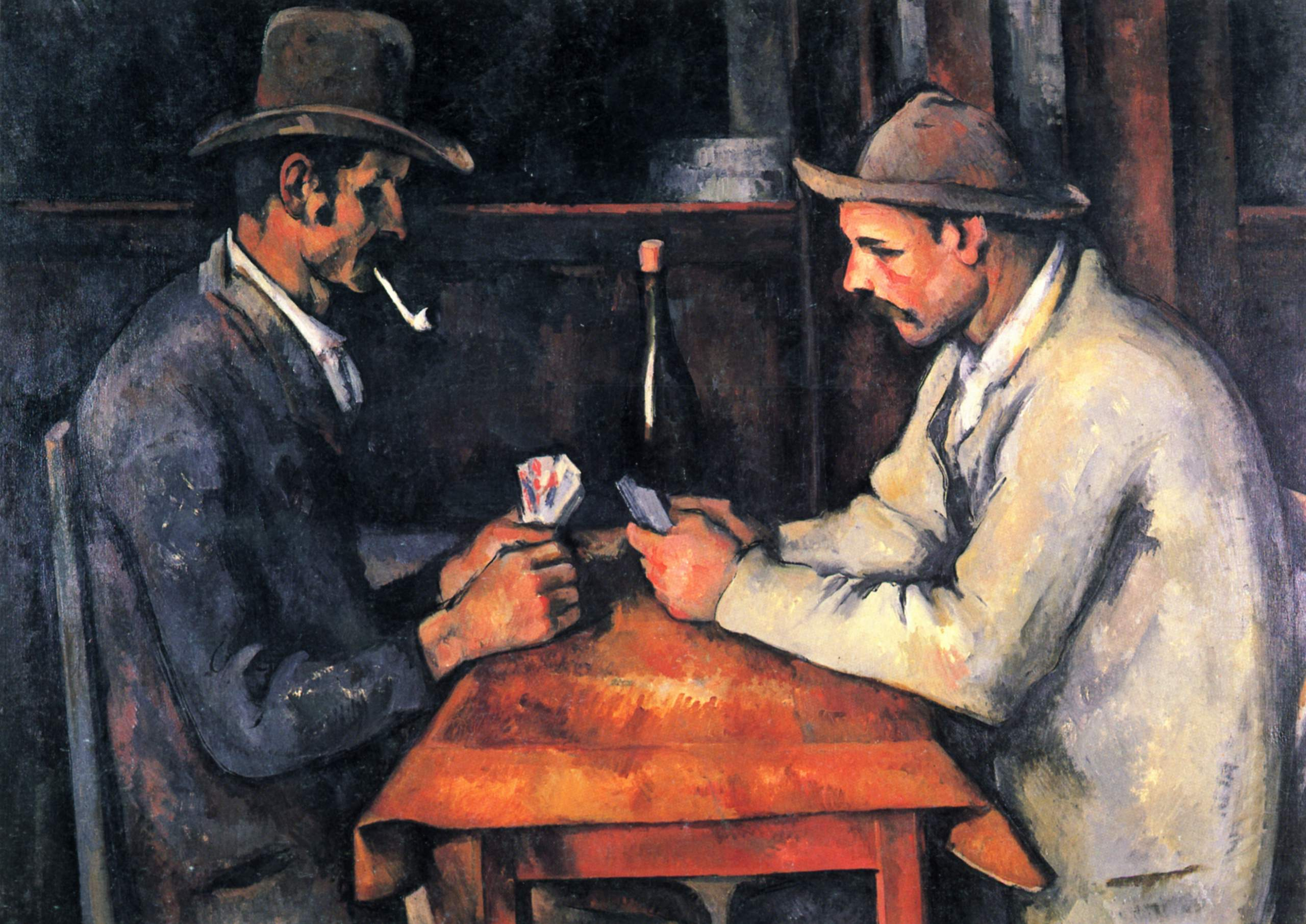